# Batallón Atlácatl
Das Batallón Atlácatl war in den 1980er Jahren eine Einheit der Armee El Salvadors. Seine Aufgabe bestand in der schnellen Reaktion auf Guerilla-Angriffe. Das Bataillon war in einige der grausamsten Verbrechen des salvadorianischen Bürgerkriegs verwickelt.
Benannt war das Bataillon nach Ātlācatl, einer legendären Figur der salvadorianischen Geschichte. Es wurde 1980 in der US-Militärakademie School of the Americas in der Panamakanalzone gegründet und hatte dort zunächst auch seinen Standort. Die Einheit traf 1981 in El Salvador ein. Trainiert worden war sie im US-amerikanischen Armeelager Fort Bragg, North Carolina, von der US-Eliteeinheit Special Forces (Green Berets).
Als Ergebnis dieser Ausbildung hatte das Batallón Atlácatl enge Beziehungen zu US-amerikanischen Ausbildern und den Special Forces, die während des Bürgerkriegs in den 1980er Jahren permanent als Militärberater in El Salvador tätig waren.
Das Bataillon war verantwortlich für einige der schrecklichsten Verbrechen des Krieges, unter anderem das Massaker von El Mozote im Dezember 1981 und der Ermordung von sechs Jesuiten-Priestern, ihrer Haushälterin und deren Tochter im November 1989. An diesem Mord sollen die Offiziere Orlando Zepeda, Elena Fuentes und Inocente Montano beteiligt gewesen sein. Den Befehl soll Verteidigungsminister Emilio Ponce gegeben haben.
Das Bataillon wurde 1992 im Rahmen des salvadorianischen Friedensabkommens („Acuerdos de Paz de Chapultepec“) aufgelöst, welches den 11-jährigen Bürgerkrieg beendete.
Im September 2020 verurteilte der Staatsgerichtshof in Madrid Inocente Montano zu 133 Jahren Haft für die Ermordung fünf spanischer Jesuiten.